# Juan R. Escudero
Juan Ranulfo Escudero Reguera (Acapulco, Guerrero; 27 de mayo de 1890 - El Aguacatillo, Guerrero; 21 de diciembre de 1923) fue un líder sindicalista obrero y estadista mexicano de ideología liberal-socialista. Se le caracterizó por su lucha a favor de los derechos del pueblo, contrario al régimen opresivo de los ricos españoles que tuvieron gobernadas, mediante el comercio, las costas de Guerrero en la segunda mitad del siglo XIX y principios del siglo XX. Fundó el Partido Obrero de Acapulco, en el cual, fue postulado candidato a la presidencia municipal de Acapulco, triunfando como el primer partido de oposición en el puerto a finales de 1919. Meses después, ya en 1920, funda el periódico "Regeneración", medio que difundía las injusticias y corruptelas del poder político en la costa guerrerense de aquel entonces. Después de numerosos atentados contra su vida por parte de los sicarios al servicio de la oligarquía española que controlaba a Acapulco, en diciembre de 1923 finalmente fue ejecutado por Fausto Morlet.

## Biografía

### Primeros años
Nacido en Acapulco, en el Estado de Guerrero, el 27 de mayo de 1890, dentro del seno de una familia con buena clase social. Junto a sus padres, el español Francisco Escudero y Espronceda, originario de Torrelavega, provincia de Santander, España e Irene Reguera originaria de Ometepec, Guerrero y sus cuatro hermanos: María, Fulgencio, Felipe y Francisco, tuvieron una gran casa comercial situada en el número 10 de la calle del Comercio (tramos conocidos posteriormente como Juan R. Escudero o Cuauhtémoc) en la zona centro del puerto. Al cumplir edad joven y madura, fue enviado por sus padres en 1907 a realizar sus estudios superiores a la Universidad de Saint Mary en Oakland, California, tras permanecer meses en esta ciudad, suspendió sus estudios voluntariamente para realizar sus proyectos de vida y regresó de nueva cuenta a Acapulco en ese mismo año. A su regreso, presenció la gran problemática que se vivía en el puerto, la explotación de los trabajadores y jornaleros campesinos, pero sobre todo de los estibadores quienes ganaban muy bajos salarios en sus pagos y aun así daban servicio a las casas comerciales del puerto, quienes se aprovechaban de esta situación. Fue así que formó junto con una agrupación de estibadores y obreros, la Liga de Trabajadores y Obreros del Puerto de Acapulco, que trataba de plantear y reformar los derechos de los trabajadores referente a sus jornadas de trabajo y salario. En dicho momento, Acapulco pasaba por una gran crisis de hambre debido a los estragos de la Revolución mexicana. Tras ver la situación sin una pronta solución con las autoridades porteñas, se trasladó a la Ciudad de México con la intención de plantearle la situación al entonces presidente Venustiano Carranza, tras una agitada odisea, logra entrevistarse con el primer jefe, este no dio solución al problema argumentándole que regresara en paz y sin problemas, haciéndolo retornar al puerto con intención de independizar y a su vez organizar a los trabajadores de tierra y mar, contingente unido para lograr un cambio político y social en la región.

### Exiliado de Acapulco y el regreso
Tras haber formado la LTOPA (que después se convertiría en sindicato) y emprendido planes sociales —propuestas que afectaron a los intereses de los líderes comerciantes españoles—, es expulsado del estado de Guerrero por el entonces Gobernador Silvestre G. Mariscal. Durante su exilio, permaneció por un tiempo, en la ciudad de Oaxaca trabajando de escribiente en un juzgado de Distrito, más tarde se traslada a la Ciudad de México donde tiene contacto con José Inocente Lugo y otros estadistas de la Casa del Obrero Mundial. En esta ciudad, permanece viviendo varios meses junto con su hermano Fulgencio, hasta la detención de Mariscal ordenada por Carranza, tal hecho, hace posible el retorno de Escudero al puerto con la aspiración a la presidencia municipal y así retomar su iniciado proyecto reivindicador de los derechos ciudadanos.

### El "Partido Obrero de Acapulco" y la presidencia municipal
El POA se forma como el primer partido de oposición en la región y con intención de ganar las elecciones de la presidencia municipal además de dar un cambio político a la administración. Su lema era: “Que se mutilen los hombres por los principios, pero no los principios por los hombres”, estableciendo los siguientes planteamientos y propuestas:

1. Pago justo por la jornada de trabajo.
2. Defender los derechos humanos.
3. Sanear las autoridades.
4. Participar en las elecciones.
5. Erigir la jornada de ocho horas de trabajo.
6. Propagar la educación.
7. Conseguir tierras para los campesinos.
8. Hacer gestiones para construir la carretera México-Acapulco.
9. Emprender una campaña contra las enfermedades.

Partido Obrero de Acapulco

El grupo adjunto constituido principalmente por el estibador Julio Diego, el herrero Santiago Solano, Enrique Lobato Cárdenas, Felipe Escudero (su hermano) entre muchos más que apoyaron el contingente como María de la O, defensora de las mujeres del barrio El Rincón (hoy La Playa) del puerto. Dichos partidarios lo postularon como candidato y triunfó en las elecciones celebradas a finales de 1919. Escudero tomó posesión de la presidencia municipal el 1 de enero de 1920 en el palacio municipal de Acapulco (Centro). El POA mostró su apoyo a la candidatura de Álvaro Obregón quien había lanzado su campaña presidencial en Chilpancingo, y a Rodolfo Neri Lacunza para el gobierno del estado lanzando una fuerte campaña en las regiones costeras de Guerrero.
Sin embargo, debido a los estratégicos planes que tramaba la burguesía acapulqueña, los cuales él sospechaba para derrocar su administración, renunció provisionalmente a la presidencia con intenciones de volver ya pacificada la situación. Mientras tanto, decidió dedicarse por completo a la formación del POA.

#### Ediciones de "Regeneración"
Con la constitución del POA el 7 de febrero de 1919, Escudero y el partido funda al siguiente año el periódico Regeneración, órgano y adaptación del periódico homónimo creado por los hermanos y periodistas Flores Magón en el año de 1900. Al igual que el de dichos hermanos, el del POA trataba de difundir y dar a conocer a la población acapulqueña y de distintos puntos de la región, la realidad política por la que pasaba el estado por medio de irregularidades, corrupción, y el soborno por parte de los comerciantes españoles hacia los diferentes políticos gobernantes y militares federales. El periódico salía a la venta los domingos y era de media cuartilla. 
Los españoles, al ver que se veía reflejada información reveladora sobre la impunidad de sus actos políticos en dicho periódico, desaparecieron y quemaron muchos de los ejemplares.

#### Los atentados
En ese mismo año, los comerciantes españoles y algunos dueños de las casas comerciales: Sergio Fernández, Pascual Aranaga, y Marcelino Miaja en colaboración con Reginaldo Sutter planearon un primer atentado contra Escudero. Un grupo de soldados rodeo su domicilio en un atentado contra su vida siendo fallido, ya que este se había prevenido ocultándose en otra casa previamente. Los españoles nunca mostraron admiración política hacía él y se propusieron a derrocar aquel movimiento encabezado por él viajando a México y pidiendo su intervención al ya consolidado presidente de México Álvaro Obregón. Los españoles al convencer al primer mandatario, notificó una orden de aprehensión a Escudero, pero este se defendió amparándose ante la ley.
De nueva cuenta, la madrugada del 11 de marzo de 1922, es rodeado el Palacio Municipal (Centro) (lugar donde Escudero estableció su residencia) por tropas del ejército federal con la intención de asesinarlo. Al lanzar un disparo al aire, el comandante de dicha tropa, Juan S. Flores, justifica la provocación hacia ellos e incendia la puerta del Palacio. Al ingresar se percata del intento de escape de Escudero y dispara hacia el hiriéndolo del brazo derecho y las costillas. Flores lo sigue y le dispara en la cabeza. Rápidamente, es auxiliado por su compañera Josefina Añorve, dándole los primeros auxilios junto con la familia de este. Así queda paralítico de una pierna y de un brazo después de una frustrada operación. Posteriormente, deja la presidencia municipal a cargo de Ernesto Herrera debido a su incapacidad y se convierte en diputado suplente a la XXX Legislatura Nacional.

### Últimos años
El agrarismo tomó fuerza en Guerrero y el caciquismo comandado por Juan S. Flores y Rómulo Figueroa, también se propusieron reprimir a los principales jefes agraristas de la costa sur guerrerense. Escudero no podía influir en la lucha agraria de la región junto al POA, a causa de su incapacidad física.
Los campesinos agraristas, ya sin el mando de sus líderes asesinados, reaccionaron y se organizaron en un intento por combatir el caciquismo abundante. En una reunión en Clavellinas, cerca de Atoyac de Álvarez, acordaron que Feliciano Radilla y 25 voluntarios más salieran a Acapulco a sacar a los hermanos Escudero, que se encontraban aislados y acosados en gran peligro de ser asesinados. Los agraristas, tenían un plan bien fraguado para sacarlo. Sin embargo, Escudero cedió al plan debido a los ruegos de su madre y decidió arriesgarse.

#### Muerte
Después de los intentos de buena fe de su madre Irene Reguera por garantizarle la vida ante el peligro que lo rodeaba en Acapulco, fue finalmente sometido condicionalmente en su casa junto con sus hermanos: Felipe y Francisco, el 15 de diciembre de 1923 y puesto en custodia por el Coronel Crispín Sámano para encerrarlos en una de las mazmorras del Fuerte de San Diego. Allí permaneció seis días, hasta que en las primeras horas de la madrugada del 21 de diciembre fue engañado y llevado, por un contingente de soldados al mando de Fausto Morlet, a la comunidad de El Aguacatillo, cerca de La Venta, (a las afueras del puerto) donde fue fusilado junto con sus hermanos. Pese a esto a la mañana siguiente un campesino encontró los tres cuerpos, pero se dio cuenta de que Juan seguía con vida, al parecer la bala que le dio en la nariz había resbalado, el rumor de que seguía con vida corrió como pólvora y al cabo de unas horas mucha gente llegó a verlo. Juan, se comunicó con ellos y les dijo: Sigan con la lucha, que no sea en vano el sacrificio. Finalmente, a las 7 p. m., Juan Escudero murió rodeado de seguidores y amigos.

## Honor

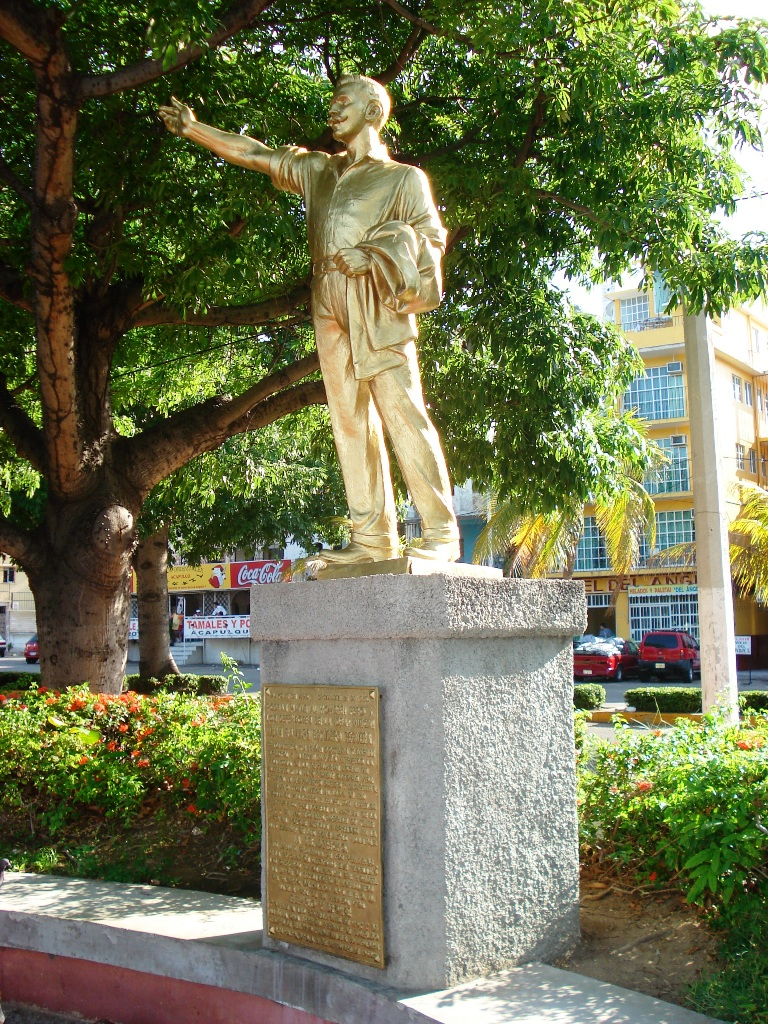
Monumento a Juan R. Escudero en la "Plaza Escudero" del Malecón de Acapulco.

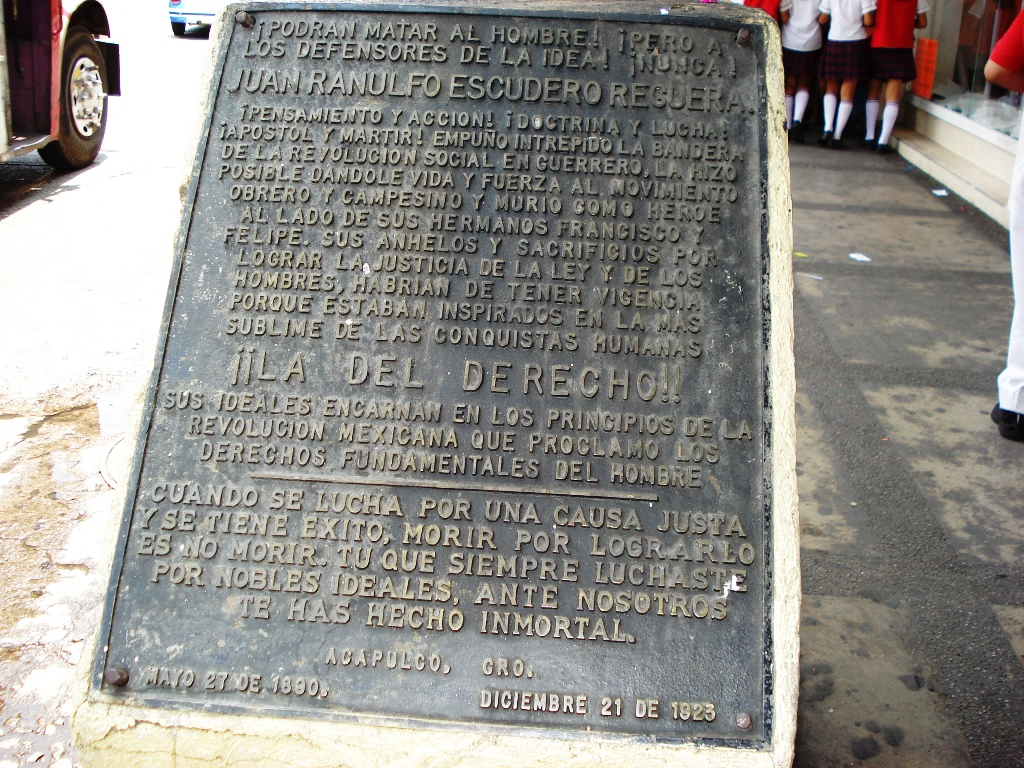
Placa inmortal de Juan R. Escudero situada en el número 10 de la avenida que lleva su nombre (Cuauhtémoc) donde se ubicó su Casa en la Colonia Centro de Acapulco.

- En honor a su labor como líder sindicalista y revolucionario acapulqueño, en años recientes se colocó una placa para inmortalizarlo, en ella se plasman aquellas frases de estadista que en vida lo caracterizaron, situada en lo que fue su casa a principios del siglo XX, ocupado actualmente por los almacenes Milano en el # 10 de la Avenida Juan R. Escudero[1] en la Colonia Centro de Acapulco.

- El 21 de diciembre de 1969, en conmemoración del XLVI aniversario de su muerte, fue colocada una estatua monumental de bronce en el malecón de Acapulco por la Unión de Estibadores y Jornaleros del Pacífico, perteneciente a la Delegación N° 4 de la CROM, esto frente al edificio de dicho conjunto, y a un costado de la playa Tlacopanocha cerca de la Plaza Álvarez. Más tarde sería nombrado el lugar como Plaza Escudero. Asimismo uno de los municipios del estado de Guerrero que colinda al norte del municipio de Acapulco de Juárez fue erigido con el nombre de Juan R. Escudero, con su cabecera municipal denominada como Tierra Colorada.

### Obras sobre Juan R. Escudero
- Gill, Mario. El movimiento escuderista en Acapulco. 1956
- Taibo II, Paco Ignacio y Vizcaíno, Rogelio. Las dos muertes de Juan R. Escudero, la comuna de Acapulco, 1918-1923, Joaquín Mortiz. 1990 ISBN 968-27-0361-1
- Taibo II, Paco Ignacio. Arcángeles. Doce historias de revolucionarios herejes, Planeta. 1998 ISBN 970-710-321-3
- RAVELO LECUONA, Renato. Juan R. Escudero, biografía política. 1982
- RAVELO LECUONA, Renato. La vida de Juan. 2004